# Wayne megye (Észak-Karolina)
Wayne megye az Amerikai Egyesült Államokban, azon belül Észak-Karolina államban található. Megyeszékhelye és legnagyobb városa Goldsboro. Lakosainak száma 117 333 fő (2020. április 1.). Wayne megye Wilson, Greene, Lenoir, Duplin, Sampson és Johnston megyékkel határos.

## Népesség
A megye népességének változása:
| Lakosok száma | 122 906 | 123 884 | 124 318 | 124 583 | 124 132 | 117 333 |
|               | 2010    | 2011    | 2012    | 2013    | 2015    | 2020    |